# Friedrich Jolly
Pour les articles homonymes, voir Jolly.
Friedrich Jolly, né le 24 novembre 1844 à  Heidelberg et mort le 4 janvier 1904 à Berlin est un neurologue et  psychiatre badois, connu surtout pour avoir donné son nom moderne à la myasthénie, une maladie autoimmune de la jonction neuromusculaire, qu'il fut également le premier à étudier par les techniques électrophysiologiques.

## Biographie
Fils du physicien Philipp von Jolly (1809-1884) et neveu du politicien badois Julius August Isaak Jolly (de) (1823-1891), il fait ses études médicales à l'université de Göttingen où il a pour maître Georg Meissner (1829-1905). En 1867, il obtient son doctorat à Munich et l'année suivante devient l'assistant de Bernhard von Gudden (1824-1886) et d'Hubert von Grashey (1839-1914) à l'institut psychiatrique de Werneck. En 1870 il est promu adjoint de Franz von Rinecker (1811-1883) au Juliusspital de Wurtzbourg.

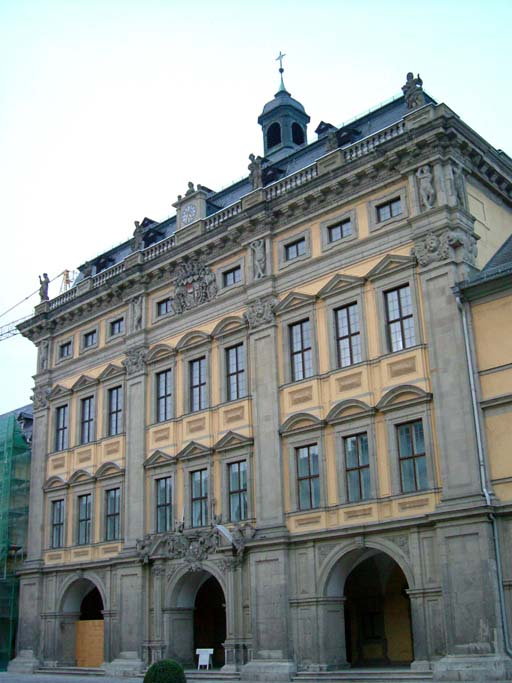
Le Juliusspital de Wurtzbourg où Jolly exerce trois ans, de 1870 à 1873.

En 1873, Jolly est nommé directeur de la clinique psychiatrique de Strasbourg, où il succède à Richard von Krafft-Ebing (1840-1902). En 1890, il remplace Carl Westphal (1833-1890) au poste de directeur de la clinique neuropsychiatrique de l'hôpital de la Charité à Berlin.
Jolly est connu pour ses travaux de recherche fondateurs sur une maladie qu'il nomme myasthénie. Il met au point un test électrophysiologique étudiant la fatigabilité anormale associée à cette maladie, le test de Jolly ou réaction myasthénique de Jolly consistant en une diminution de l'amplitude de l'électromyogramme après contractions volontaires répétées de la musculature squelettique. Il propose le terme latin de myasthenia gravis pseudoparalytica (littéralement « myasthénie grave pseudoparalytique ») pour désigner ce trouble de la transmission neuromusculaire. Il est aussi l'auteur d'un traité influent sur l'hypochondrie qui a été publié dans le manuel  d'Hugo Wilhelm von Ziemssen (1829-1902) Handbuch der speciellen Pathologie und Therapie. 

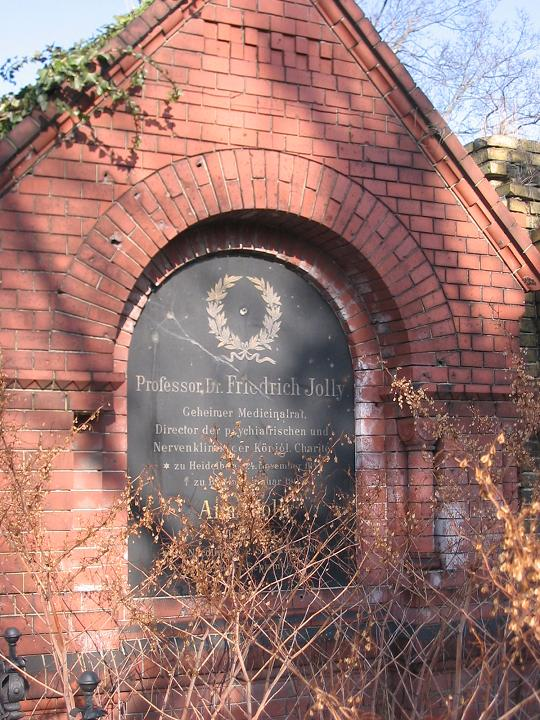
La tombe de Friedrich Jolly, au Friedhof III der Jerusalems- und Neuen Kirchengemeinde, à Kreuzberg, Berlin.

Sa tombe se trouve dans l'un des cimetières protestants du groupe des Friedhöfe vor dem Halleschen Tor, le troisième cimetière des congrégations de l'Église de Jérusalem et de la Nouvelle Église (Friedhof III der Jerusalems- und Neuen Kirchengemeinde), à Berlin-Kreuzberg, au sud de la  station de métro « Hallesches Tor ».

## Œuvres
- (de) Bericht über die Irrenabteilung des Juliusspitals (Würzburg. 1873)
- (de) Hysterie und Hypochondrie (in Ziemßens Handbuch, Leipzig 1877)
- (de) Untersuchungen über den elektrischen Leitungswiderstand des menschlichen Körpers (Straßburg 1884)